# Heterochelus unguiculatus
Heterochelus unguiculatus är en skalbaggsart som beskrevs av Hermann Burmeister 1844. Heterochelus unguiculatus ingår i släktet Heterochelus och familjen Melolonthidae. Inga underarter finns listade i Catalogue of Life.